# スティーブン・アダムズ (サッカー選手)
スティーブン・アダムズ（Stephen Adams、1984年9月28日 - ）は、ガーナ・クマシ出身のプロサッカー選手。サッカーガーナ代表。アドゥアナ・スターズ所属。ポジションはGK。

## 経歴
2009年のデビュー以来、アドゥアナ・スターズでプレー。2010年にはリーグ優勝を果たし、国内最優秀GKに選ばれた。
2010年5月13日、代表での招集歴が無いにもかかわらず、2010 FIFAワールドカップ暫定登録メンバーに選ばれた。
2014年1月13日、アフリカネイションズチャンピオンシップ2014のコンゴ共和国戦でガーナ代表デビュー。全試合に出場し僅か一失点という堅守を披露し準優勝に貢献した。
2014年6月2日、2014 FIFAワールドカップ参加メンバーに登録された。

## 代表歴

### 出場大会
- ガーナ代表
  - 2014 FIFAワールドカップ

### 試合数
- 国際Aマッチ 10試合 0得点（2014年-2015年）[4]

| ガーナ代表 | 国際Aマッチ | 国際Aマッチ |
| 年         | 出場        | 得点        |
| ---------- | ----------- | ----------- |
| 2014       | 9           | 0           |
| 2015       | 1           | 0           |
| 通算       | 10          | 0           |

## タイトル
アドゥアナ・スターズ
- ガーナ・プレミアリーグ (1): 2009–10